# Eindspel (schaken)
Het eindspel is de laatste fase van een schaakpartij, die zich aandient wanneer een aanzienlijk deel van het materiaal is geruild en waarin:
1. De pionnen in waarde veranderen, doordat zij kunnen gaan promoveren
2. De waarde van de koning verandert, doordat hij actief aan het spel gaat deelnemen en een bron van kracht wordt, zowel in de aanval als in de verdediging.

In het eindspel hebben beide spelers aanzienlijk minder materiaal ter beschikking dan in de voorafgaande fasen. Doordat het bord leger is geworden hebben in het algemeen deze stukken echter wel meer bewegingsvrijheid verkregen dan in de opening en in het middenspel. 
In het eindspel kan een subtiel voordeel uiteindelijk voor de overwinning zorgen. 
In vrijwel alle eindspelen zullen de koningen actief aan het spel deelnemen. Gebruikelijk is dat de koningen in de opening een veilig heenkomen zoeken en geen rol van betekenis spelen in het middenspel. Als er echter veel stukken geruild zijn (in het bijzonder de dames), wandelt de koning uit zijn schuilplaats en kan dan zelfs een sterk stuk worden. 
In het eindspel kan een grote diversiteit aan thema's een rol spelen. Een kleine greep uit deze thema's is: vrijpion, ongelijke lopers, paard tegen loper, verbonden vrijpionnen, verst verwijderde vrijpion, kwadraat van de pion, laveren, zetdwang, tempo, torensteun van achteren, torensteun van de zijkant, vrijpion op de c- of f-lijn, goede en slechte loper. 
Naast deze schaaktechnische zaken kan bij clubschaak en schaaktoernooien ook tijdnood een rol spelen, doordat de eindspelfase vaak kort voor de tijdcontrole wordt aangevangen. 
Om de partij te kunnen winnen, zal er uiteindelijk een matvoering plaats moeten vinden, waarna de vijandelijke koning schaakmat wordt gezet. Hierbij heeft de koning van de aan de winnende hand zijnde partij hulp nodig, want wanneer er twee koningen overblijven is het remise. 
Deze hulp kan bestaan uit een vrijpion die door 
promotie een dame of een toren wordt. De koning met de dame of met een toren kan de vijandelijke koning mat zetten: zie matvoering. 

## Enkele winnende en niet-winnende combinaties
In onderstaande combinaties wordt verondersteld dat de stukken in de uitgangsstelling op een redelijke willekeurige plaats staan zonder elkaar aan te vallen. Bijvoorbeeld, een combinatie van K en D tegen K is bij perfect spel winnend, maar niet als de uitgangsstelling zodanig is dat de dame meteen geslagen kan worden.
- ♔ tegen ♚: remise, dode stelling
- ♔♙ tegen ♚: gewonnen als zwart de promotie niet kan verhinderen
- ♔♕ tegen ♚: gewonnen
- ♔♕ tegen ♚♜: gewonnen
- ♔♖ tegen ♚: gewonnen
- ♔♗♗ tegen ♚: gewonnen
- ♔♗♘ tegen ♚: gewonnen, maar is niet gemakkelijk
- ♔♘♘ tegen ♚: remise, behalve na een blunder van de tegenstander
- ♔♘♘ tegen ♚♟: gewonnen als de pion niet te dicht bij de promotielijn staat en het niet remise wordt door de Vijftigzettenregel
- ♔♘ tegen ♚: remise, dode stelling
- ♔♗ tegen ♚: remise, dode stelling

## Trivia
- Een beroemd en opmerkelijk eindspel is de Saavedra-positie.
- Vishy Anand vertelde in een interview met Yasser Seirawan tijdens het Corustoernooi van 2006 dat openingsstudie belangrijker is dan studie van eindspelen. Zijn argument was eenvoudig: in elke partij heb je een strijd om het initiatief in de openingsfase, maar een strijd in het eindspel komt maar in een fractie van de toernooipartijen voor.